# Saturday's Children (1940)
Saturday's Children (bra: Desafio ao Destino) é um filme estadunidense de 1940, do gênero drama, dirigido por Vincent Sherman, e estrelado por John Garfield e Anne Shirley. O roteiro de Julius J. e Philip G. Epstein foi baseado na peça teatral homônima de 1927, de Maxwell Anderson.
É a terceira adaptação baseada na história de Anderson, depois do filme homônimo de 1929, estrelado por Corinne Griffith; e de "Maybe It's Love" (1935), estrelado por Gloria Stuart e Ross Alexander.

## Sinopse
Bobby Halevy (Anne Shirley), de 22 anos, se apaixona por seu colega de trabalho, Rims Rosson (John Garfield). Rosson é um sonhador idealista e aspirante a inventor, cujo esquema de enriquecimento é ir para Manila para transformar cânhamo em seda. O romance deles floresce até que Bobby é convencida a enganar Rims para casar-se com ela. Vivendo na pobreza e prestes a se separar, o casal percebe que há mais na vida do que ter muito dinheiro.

## Elenco
- John Garfield como Rims Rosson
- Anne Shirley como Bobby Halevy
- Claude Rains como Sr. Henry Halevy
- Lee Patrick como Florrie Sands
- George Tobias como Herbie Smith
- Roscoe Karns como Willie Sands
- Dennie Moore como Gertrude Mills
- Elizabeth Risdon como Sra. Myrtle Halevy
- Berton Churchill como Sr. Norman
- Lucile Fairbanks como Enfermeira (não-creditada)
- John Qualen como Primeiro Carpinteiro (não-creditado)

## Produção
O título de produção do filme era "Married, Pretty and Poor", mas foi substituído e a ideia anterior foi alterada para ser utilizada no cartaz promocional.
A Warner originalmente escalou James Stewart e Priscilla Lane para os papel principais, mas Stewart foi substituído por Garfield, que por sua vez tinha certeza de que as Irmãs Lane, de alguma forma, teriam que ser introduzidas na história também. Ele usou sua influência para conseguir que o estúdio pedisse Shirley emprestada da RKO. Julius J. Epstein pensava que o desempenho de Garfield era o mais próximo que ele chegou de interpretar a si mesmo. Geralmente descontente com os papéis que o estúdio o escalava, Garfield estava excepcionalmente orgulhoso de sua contida caracterização.

## Adaptação para a rádio
"Saturday's Children" foi apresentado na série antológica "Screen Guild Players" em 2 de junho de 1947. A adaptação para a rádio teve duração de 30 minutos, e estrelou Garfield e Jane Wyman.